# Rodada Doha
Rodada de Doha ou Ronda de Doha (abreviaturas de «ciclo de negociações multilaterais de Doha») são negociações da Organização Mundial do Comércio que visam diminuir as barreiras comerciais em todo o mundo, com foco no livre comércio para os países em desenvolvimento. As conversações centram-se na separação entre os países ricos, desenvolvidos, e os maiores países em desenvolvimento (representados pelo G20). Os subsídios agrícolas são o principal tema de controvérsia nas negociações.
Este círculo de negociações começou em Doha, e negociações subsequentes tiveram lugar em Cancún, Genebra, Paris e Hong Kong.

## Mais Informações
A Rodada Doha é o principal elemento do comércio mundial. De fato, se trata das exaustivas negociações entre as maiores potências comerciais do mundo, com o objetivo de diminuir as barreiras comerciais, focando o livre comércio. As negociações receberam o nome de Doha, capital do Qatar, pois foi nessa cidade que os países começaram a discutir a abertura do comércio mundial.
O principal problema da Rodada Doha, ou seja, do comércio mundial, é a preocupação de cada país nos efeitos de uma política liberalizante que supostamente trará desemprego em países que não estão aptos a concorrer de forma igual.
Se as nações em desenvolvimento como Brasil e Índia querem que a UE (União Europeia) e os EUA (Estados Unidos da América) diminuam os subsídios (incentivos oferecidos pelo governo aos produtores, proporcionando a redução dos custos de produção), os países desenvolvidos querem em troca, a abertura aos produtos industrializados europeus e americanos.
Todas essas questões foram grandemente discutidas nas rodadas em Cancún, Genebra, Paris e Hong Kong, porém até hoje não há um consenso mundial a respeito da abertura comercial.

## Antes de Doha
Houve várias rodadas de negociações anteriores, todas no âmbito do GATT. A última delas foi a Rodada Uruguai, quando discutiu-se a criação da OMC. A Rodada Doha foi a primeira organizada pela OMC e, iniciada em 2001, ainda não levou a um acordo.

## Informação de Doha
A rodada Doha (Catar) das negociações da OMC começou em novembro de 2001, com previsão de término em 2005. O objetivo era a adesão à Agenda de Desenvolvimento de Doha, e a partir daí negociar a abertura dos mercados agrícolas e industriais. A intenção declarada da rodada era tornar as regras de comércio mais livres para os países em desenvolvimento.

## Cancún
A conferência de Cancún em setembro de 2003, que tinha como objetivo "planejar um acordo concreto sobre os objetivos da rodada Doha", fracassou após quatro dias de discussão entre os países membros sobre subsídios agrícolas e acesso aos mercados. As quatro áreas-chave de negociação centraram-se em: agricultura, produtos industrializados, comércio de serviços e atualização de normas alfandegárias.
A divisão Norte-Sul foi mais evidente em assuntos ligados à agricultura. Os subsídios agrícolas dos países ricos (tanto a Política Agrícola Comum da União Europeia quanto os subsídios agrícolas do governo dos EUA) se tornaram um ponto crucial. Os países em desenvolvimento finalmente rejeitaram um acordo que viram como desfavorável. Isto se reflete no novo bloco comercial de países em desenvolvimento e industrializados: o G20. A criação do G-20 ocorreu em reação à proposta conjunta dos EUA-EU sobre agricultua, apresentada às vésperas da Reunião Ministerial de Cancun, de 2003, que ameaçou reduzir as ambições da Rodada Doha nas questões agrícolas, em contradição com a “Agenda de Desenvolvimento” adotada no início das negociações.
Desde sua criação o G20 tem membros flutuantes, mas sua ponta de lança é o G4 (China, Índia, Brasil e África do Sul), que respondem juntos por 40% da população mundial, 72% de suas fazendas e 22% de sua produção agrícola. Dados encontrados na página brasileira do G 20 demonstram a legitimidade do grupo, apontando como uma das razões para isso o fato de que seus membros representam "quase 60% da população mundial, 70% da população rural em todo o mundo e 26% das exportações agrícolas mundiais".

## Genebra
Depois de uma certa estagnação das negociações, a conferência de agosto de 2004 em Genebra chegou a um esboço de acordo sobre a abertura do comércio global. Os Estados Unidos, União Europeia, Japão e Brasil concordaram em abolir subsídios às exportações, reduzir os subsídios agrícolas e diminuir as barreiras tarifárias. Nações em desenvolvimento concordaram em reduzir tarifas sobre produtos manufaturados, mas obtiveram o direito de proteger suas indústrias chave. O acordo também garantia alfândegas simplificadas e regras mais rígidas para ajuda ao desenvolvimento rural. A redução dos EUA e UE dos subsídos, no entanto, foram quase irrisórias. Houve outras conferências em Genebra (2006 e 2008).

## Paris
As negociações de Paris em setembro de 2005 se centraram em alguns temas: a França afirmou que cortaria os subsídios aos agricultores, enquanto que os Estados Unidos, a Austrália, a União Europeia, Brasil e Índia não conseguiram chegar a acordos sobre frango, carne bovina e arroz. A maioria dos pontos críticos eram pequenos assuntos técnicos, o que levou os negociadores a temerem que o acordo sobre temas de grande risco político fossem bem mais difíceis. OS EUA prometeram realizar grandes cortes nos subsídios agrícolas, desde que os parceiros comerciais, particularmente a UE, fizessem o mesmo. Os europeus fizeram sua oferta mas a França recusou a dar mais concessões.
O acordo necessário para selar as negociações ficou para Hong Kong. A Oxfam acusou a UE de atrasar propositadamente as discussões, o que ameaçou arruinar a rodada.

## Hong Kong
A conferência em Hong Kong aconteceu entre 13 e 18 de dezembro de 2005. Os negociadores do comércio queriam conseguir progressos tangíveis antes do encontro da OMC em Hong Kong, e esperavam a adesão ao acordo antes de 2007, quando expirava a legislação por decreto (fast-track) dos EUA. Sem decretos, era muito mais difícil obter a ratificação do senado dos EUA. Na declaração final da conferência foi estabelecida a data de 30 de abril de 2006 mas o acordo não foi assinado no prazo e as negociações foram suspensas pelo diretor-geral da OMC, Pascal Lamy.

## Tentativas de retomada das negociações
Em 2007 surgiram alguns acordos bilaterais e a OMC achou adequada uma reabertura das negociações. Alguns países se retiraram antes do início da reunião, contudo. Em uma nova conferência da OMC em Genebra, em julho de 2008, houve a reunião que seria considerada a "definitiva". Mas novamente não houve avanço. O colapso foi atribuído à Índia, que negou-se a abrir mão de um dispositivo que protegia seu mercado interno, e com isso teve um desentendimento insolúvel com os Estados Unidos. Em 2009, a OMC soltou um alerta sobre o aumento do protecionismo dos países-membros.
Em dezembro de 2013 houve a reunião da OMC em Báli, na Indonésia, com a participação de 159 países. O diretor-geral do órgão internacional, o brasileiro Roberto Azevêdo, esperava retomar Doha .